# Taufstein von Clonard

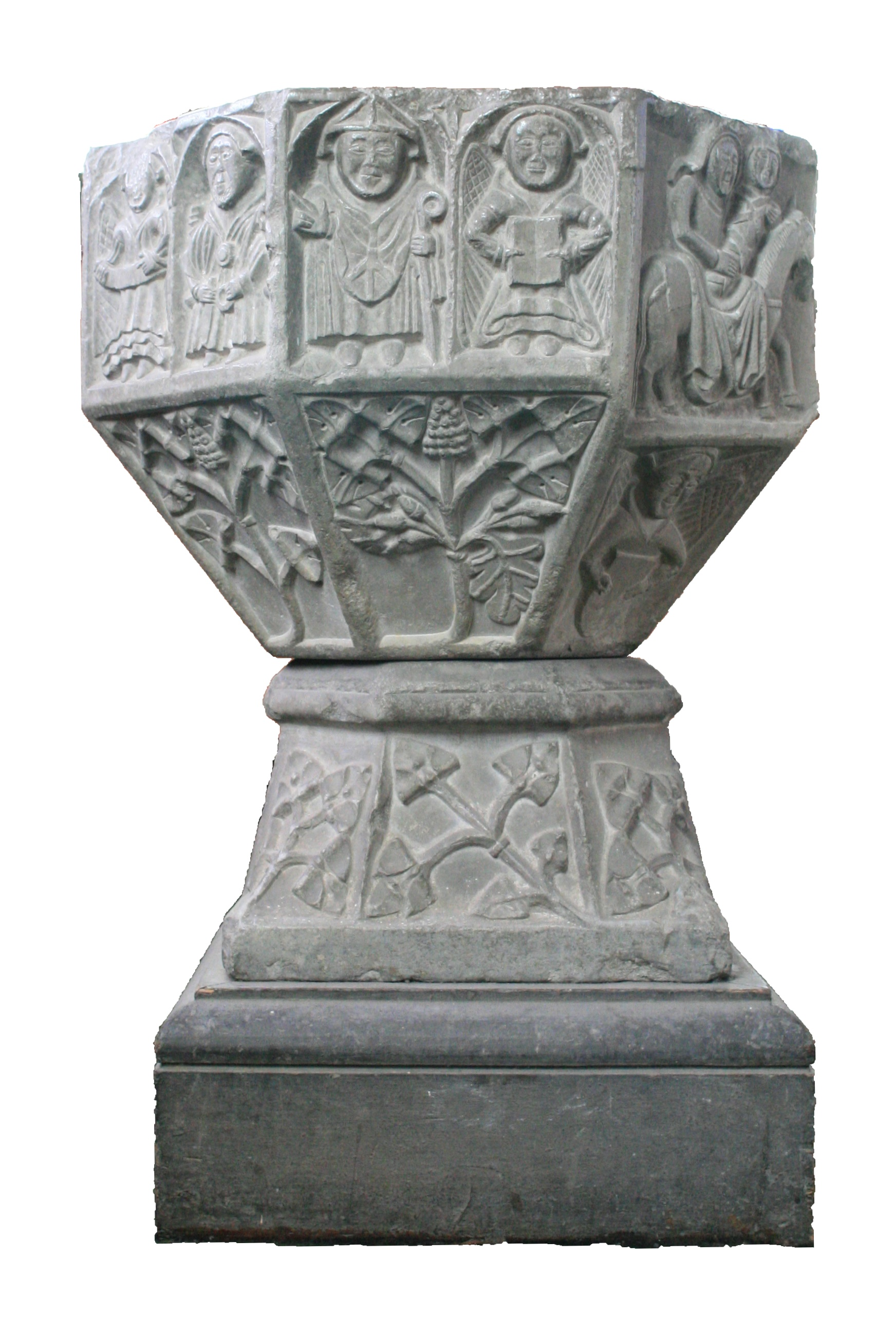
Taufstein u. a. mit der Darstellung von Finnian, dem Gründer von Clonard, und dem Apostel Petrus, dem Patron des frühchristlichen Klosters von Clonard

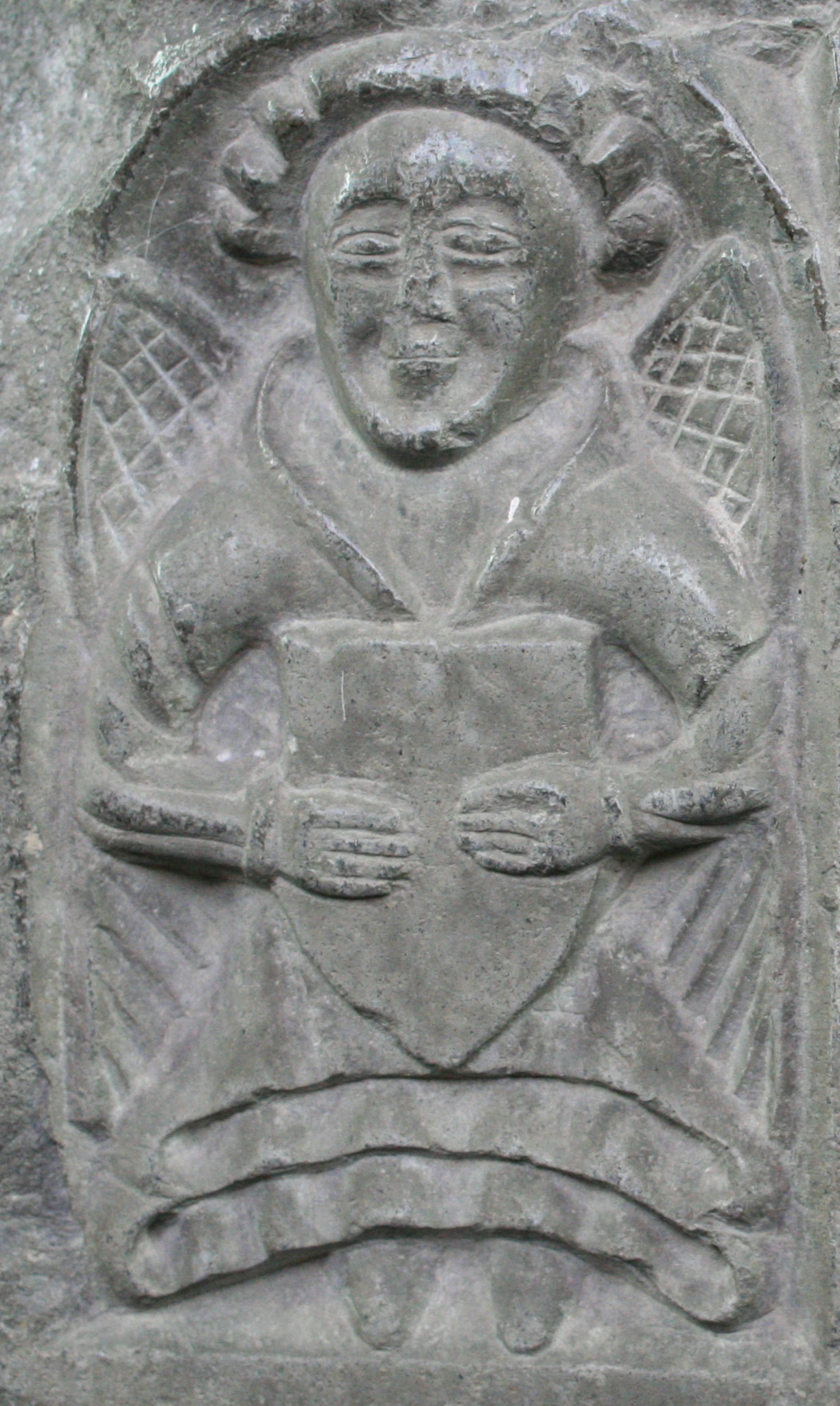
Bild eines Engels auf der linken Seite der 6. Tafel

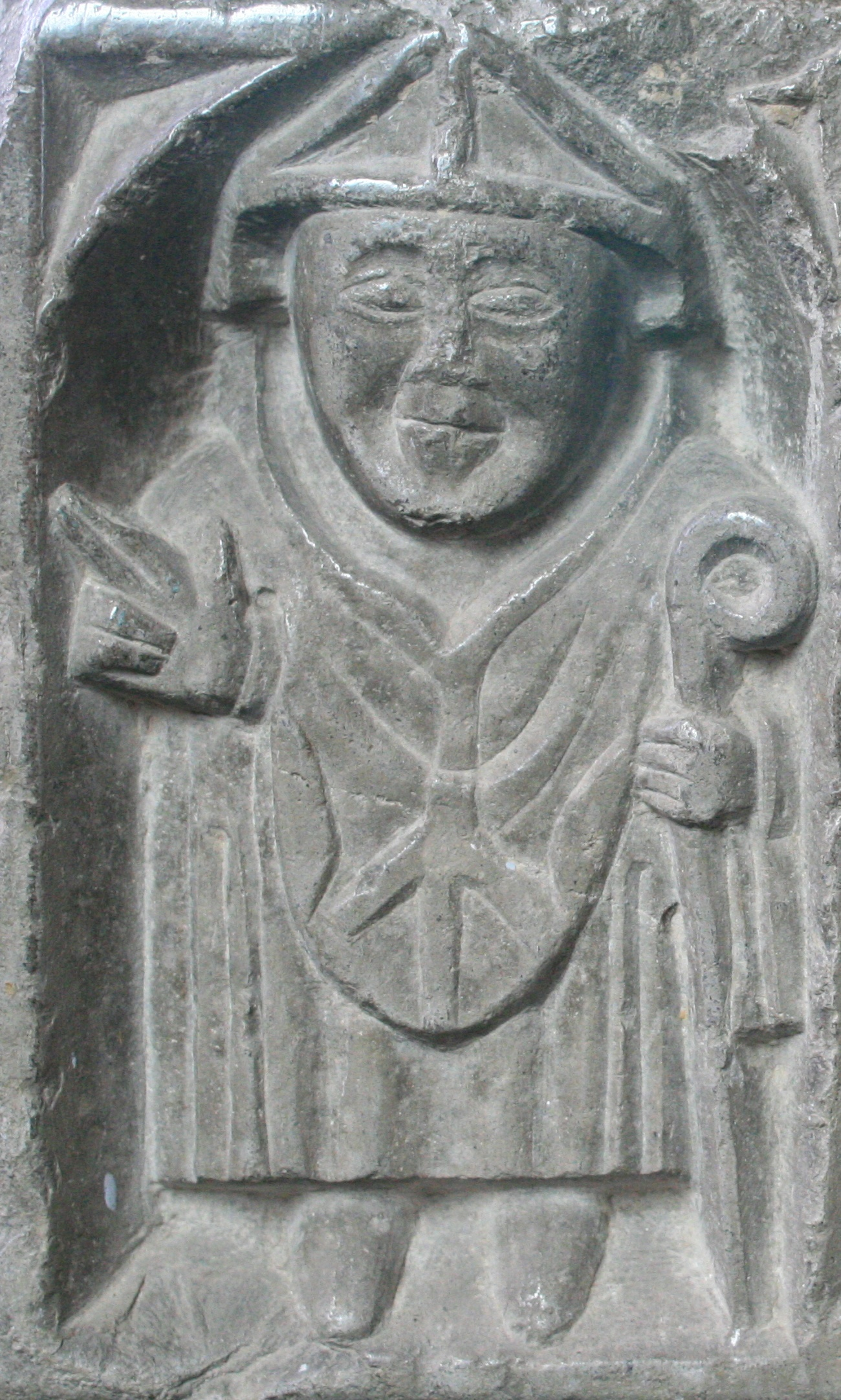
Die 8. Tafel der oberen Reihe mit einer Darstellung St. Finnians

Der im 15. oder 16. Jahrhundert hergestellte Taufstein von Clonard im County Meath ist in seiner aufwendigen Ausgestaltung einzigartig in Irland. Der Taufstein steht in der St. Finnian gewidmeten katholischen Gemeindekirche in Clonard. Viele der dargestellten Szenen und Figuren nehmen Bezug auf die umfangreiche klösterliche Geschichte Clonards.

## Aufbau
Das Taufbecken besteht aus zwei getrennten behauenen Steinen, die zusammen auf einem einfachen quadratischen Sockel ruhen. Zum Einsatz kam dichter, grauer Kalkstein. Der obere Stein enthält die tassenförmige Taufschale mit einem Durchmesser von 70 cm am oberen Rand, der sich am Boden zu 56 cm verschmälert bei einer Tiefe von 28 cm. Die beiden behauenen Steine haben jeweils eine achteckige Form, wobei der untere Stein sich zum Sockel hin einer quadratischen Form annähert. Der obere Stein unterteilt sich in zwei Reihen behauener Tafeln. Eine weitere Reihe kommt noch beim unteren Stein hinzu, so dass es insgesamt 24 behauene Tafeln gibt. Beginnend mit der Darstellung von Maria in der Flucht nach Ägypten werden die Tafeln in jeder Reihe entgegen dem Uhrzeigersinn von 1 bis 8 durchnummeriert.

## Die Motive und ihre möglichen Deutungen

### Motive der oberen Reihe
Die erste Tafel zeigt Maria in einem langen Kleid zusammen mit dem in Bändern eingewickelten Jesuskind auf einem Pferd, das an einem Zügel geführt wird, den links auf der folgenden zweiten Tafel Josef hält, der eine Kutte mitsamt Kapuze trägt. Ebenfalls auf der zweiten Tafel ist noch die Darstellung einer engelsgleichen Nonne zusammen mit zwei ineinander verwobenen Kreisen zu sehen. Bei der Nonne könnte es sich um eine Darstellung von Agnes handeln. Agnes war die Gründungsäbtissin der der heiligen Maria geweihten Abtei der Augustinerinnen in Clonard. Einfache ineinander verwobene Symbole wie dieses wurden im 15. Jahrhundert zunehmend bei Bildhauern beliebt und gerne bei ansonsten freien Flächen eingesetzt. Die Bildhauer knüpften damit auch bewusst an entsprechende sehr frühe Traditionen wieder an.
Die dritte Tafel zeigt Johannes den Täufer bei der Taufe Jesu. Hierbei steht Jesus mit den Füßen in den Wassern des Jordan, während Johannes, auf dem Ufer auf der rechten Seite stehend, seine rechte Hand über das Haupt Jesu hält. Da diese Tafel etwas Schaden genommen hat, ist nicht ganz klar zu erkennen, was Johannes in seiner Hand hält. Einerseits könnte es als Gefäß interpretiert werden, mit dem Wasser über Jesus gegossen wird, andererseits könnte es auch eine Taube darstellen. Diese Szene nimmt Bezug auf das zwischen 1183 und 1186 durch Hugh de Lacy gegründete zweite Augustiner-Chorherrenstift in Clonard, das Johannes dem Täufer gewidmet wurde. Auch nach der Zusammenlegung der beiden Chorherrenstifte im 13. Jahrhundert blieb Johannes einer der beiden Patrone. Ferner findet sich rechts auf der dritten Tafel noch ein hochgewachsener Baum in einem Topf, der möglicherweise den Baum des Lebens darstellen könnte.
Die vierte und fünfte Tafel zeigen jeweils zwei Engel mit Schildern. Da die Schilder jeweils die Form eines Wappens haben, handelt es sich dabei wohl um Porträts adliger Förderer oder Mönche der Klöster zu Clonard. Die sechste Tafel zeigt ebenfalls zwei Engel mit langen Röcken und hervorlugenden Unterröcken. Hierbei könnte es sich um Nonnen handeln.
Auf der siebenten Tafel ist links ein Engel abgebildet. Im Unterschied zu den anderen Engeln hält er kein Schild, sondern eine längere Schriftrolle. Das Gewand scheint wiederum aus Rock und Unterrock wie bei den beiden Engel der sechsten Tafel zu bestehen, so dass es sich auch um eine Nonne handeln könnte. Auf der rechten Seite dieser Tafel ist ein Porträt des heiligen Petrus, der aufgrund seines Schlüssels zu erkennen ist. Petrus wird hier als Patron des von St. Finnian im 6. Jahrhundert gegründeten Klosters mit aufgenommen. Auch das nachfolgende erste Augustiner-Chorherrenstift blieb Petrus gewidmet. Später, nach der Vereinigung mit dem zweiten Stift, kam dann noch Johannes der Täufer als zweiter Patron hinzu.
Die achte und letzte Tafel der oberen Reihe zeigt links einen Bischof mit Mitra, Kasel und einem Krummstab. Seine rechte Hand ist zum Segen erhoben. Wegen des lokalen Bezugs kann hier sicher davon ausgegangen werden, dass es sich um eine Darstellung von St. Finnian handelt, der Clonard um 520 gründete. Rechts daneben ist ein Engel mit einem aufgeschlagenen Buch zu sehen.

### Die Motive der mittleren und unteren Reihe

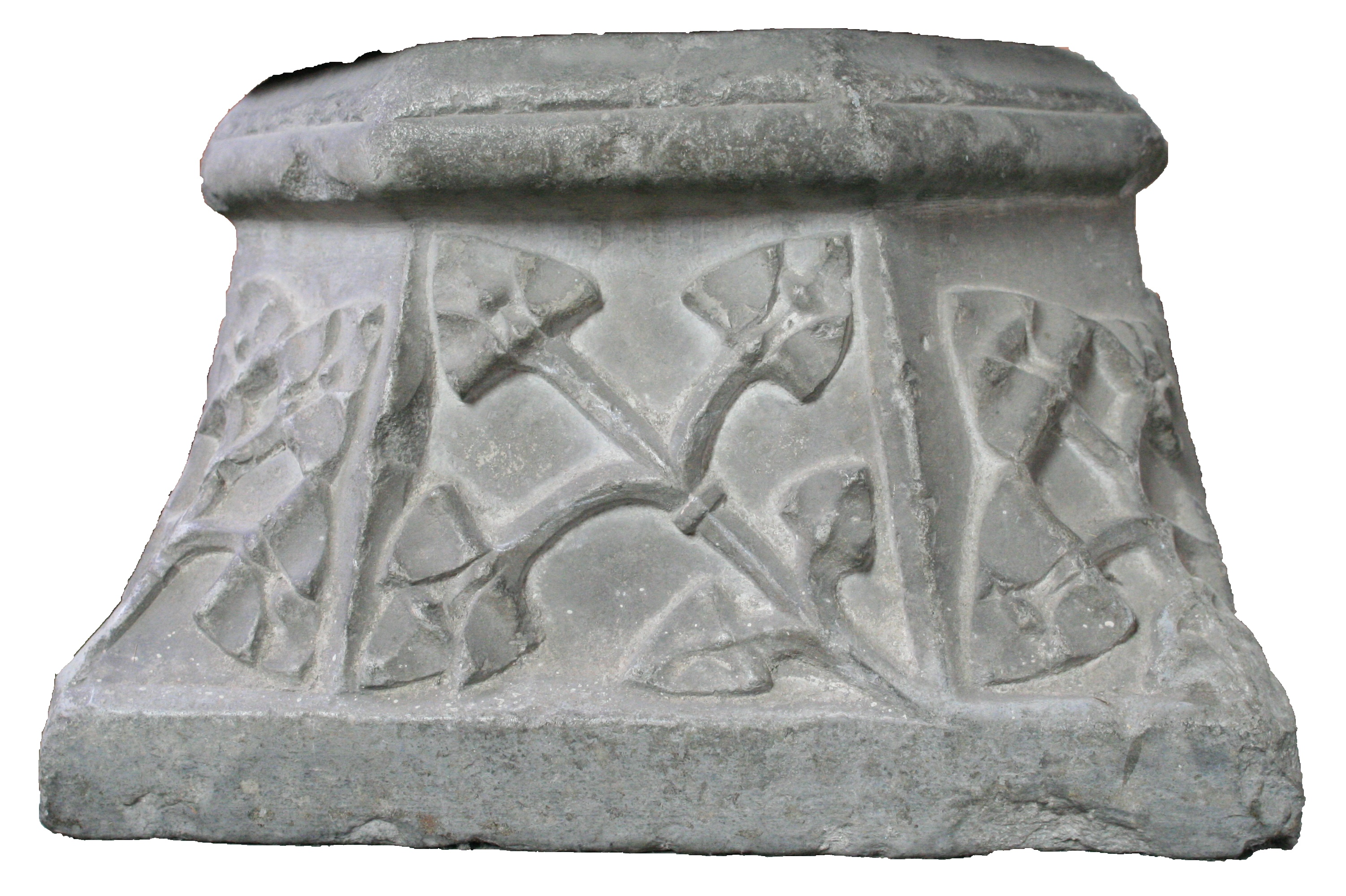
Unterer behauener Stein mit Laubmotiven

Da sich der obere Teil des Taufsteins nach unten hin verjüngt, haben die Tafeln der mittleren Reihe jeweils die Form eines Trapez. Auf den ersten drei Tafeln sind jeweils geflügelte Engel zu sehen, die ein Schild halten. Dabei wird jeweils nur der obere Teil der Figur gezeigt. Davon abweichend ist der Engel auf der vierten Tafel mit vollständigem, sich unten kräuselndem Gewand zu sehen. Die weiteren vier Tafeln zeigen Laubmotive, darunter Weinpflanzen auf der fünften und sechsten Tafel und Eichenzweige auf der siebenten und achten Tafel.
Wie bei der mittleren Reihe haben die unteren Tafeln ebenfalls die Form von Trapezen, wobei sie sich in diesem Falle nach unten verbreitern. Alle Tafeln sind mit konventionellen Laubmotiven dekoriert. Bei mehreren dieser Motive erstreckt sich ein Ast aus einer der beiden unteren Ecken diagonal zur Bildmitte hin, um sich dann dort in drei kleinere Ästchen zu teilen, die sich jeweils mit einem Blatt an ihren Enden den noch freien Ecken zuwenden.

## Entstehung und Provenienz

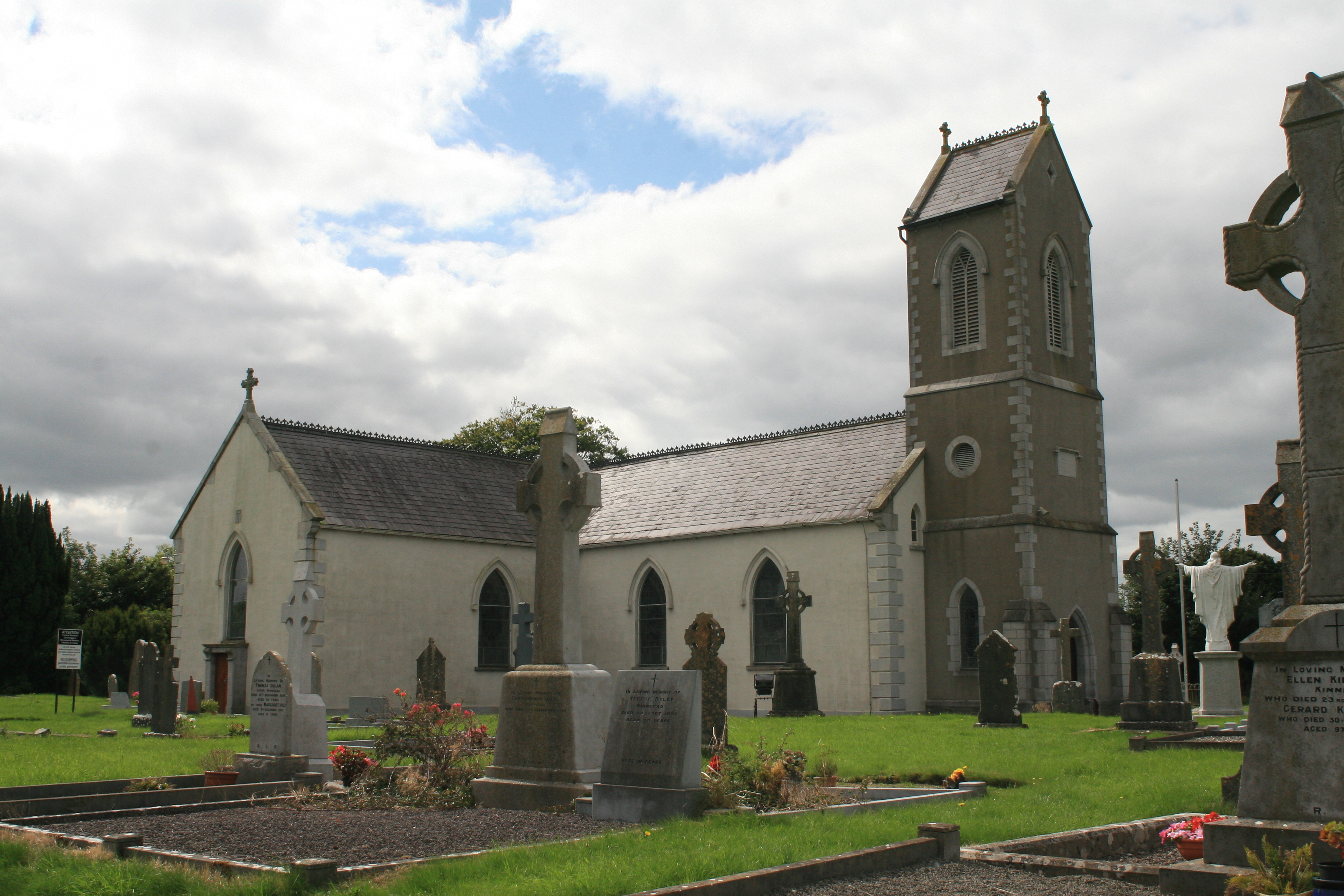
Die katholische Gemeindekirche in Clonard, in der der Taufstein seit 1991 steht

Die Ausführung und die Wahl der Motive betten sich in das 15. oder 16. Jahrhundert ein, die in Irland in der Kunst noch gotisch geprägt war. Generell ist die irische Gotik weniger intellektuell, sondern volkstümlich und in der Gesellschaft integriert. Die künstlerische Qualität der Bildhauerarbeiten an diesem Taufstein erreicht nicht das Niveau der in dieser Periode führenden Werkstätten wie der von O’Tunney. Es lässt sich feststellen, dass es einige Fortschritte in der Kunstfertigkeit im Laufe der Arbeiten an diesem Taufstein gab. So wird etwa die Ansicht vertreten, dass die Szene mit der Taufe Jesu eher zu den früheren Arbeiten gehöre, da sie noch nicht so fein ausgearbeitet sei.
1551 wurde das Kloster an Sir Thomas Cusack als Lehen übergeben, der dies an seinen Sohn John vererbte. Da John ein Steinmetz war, liegt die Vermutung nahe, dass John Cusack der Künstler war, der diesen Taufstein schuf. Dafür sprechen die ausgezeichneten Kenntnisse der örtlichen Geschichte und ein handwerkliches Geschick, das diesen Taufstein zu einem Werk eines begnadeten Amateurs macht.
Austin Cooper besuchte Clonard im Jahr 1794. Dank seiner hinterlassenen Notizen und Skizzen ist bekannt, dass zu dieser Zeit noch einige Ruinen des Klosters standen, wovon ein Teil in notdürftig reparierter Form als protestantische Kirche genutzt worden ist. Cooper fand den Taufstein in dieser Kirche und zeichnete ihn ab. Danach wurden die Klosterruinen abgerissen und 1808 eine neue protestantische Kirche auf dem Gelände errichtet. Die frühesten bekannten Belege für einen Umzug des Taufsteins in die neue Kirche finden sich in einem kurzen Hinweis von James Norris Brewer im Jahr 1826 und 1849 in sehr viel ausführlicherer Form mitsamt einer neuen Zeichnung des Taufsteins bei dem Buch von William Wilde über den Boyne aus dem Jahr 1849. Da damals der Taufstein für älter gehalten wurde, galt er als einer der wichtigsten Überbleibsel der reichen Klostergeschichte Clonards nach dem Abriss der Ruinen:
These venerable ruins have disappeared, and all that now remains of Clonard are a square stone trough, a head which figures over the door of the present church tower, and a baptismal font.
(„Diese ehrwürdigen Ruinen sind verschwunden, und alles, was nun von Clonard verbleibt, sind ein quadratischer Trog aus Stein, ein Kopf über der Tür des jetzigen Kirchturms und ein Taufstein.“)
Anthony Cogan, 1862
Der Taufstein verblieb in der protestantischen Kirche, bis diese 1991 geschlossen wurde. Danach wurde der Taufstein in die katholische, ebenfalls St. Finnian geweihte Kirche in Clonard am 1. Oktober 1991 verbracht und hinter dem Altar in der Apsis installiert. Aus diesem Anlass wurde am 19. Januar 1992 gemeinsam von dem protestantischen Rektor Frederick Gillmor und dem katholischen Gemeindepfarrer Eamonn Marron ein Dankgottesdienst abgehalten. Später wurde der Taufstein an dem neuen Standort in den Clonard Heritage Trail des Meath County Council aufgenommen.